# Resolutie 1368 Veiligheidsraad Verenigde Naties
Resolutie 1368 van de Veiligheidsraad van de Verenigde Naties werd unaniem door de VN-Veiligheidsraad aangenomen op 12 september 2001, en veroordeelde de terreuraanslagen die een dag eerder waren gepleegd in de Verenigde Staten.

## Achtergrond
Op 11 september 2001 werden in de Verenigde Staten vier passagiersvliegtuigen gekaapt. Twee ervan boorden zich in de twee torens van het World Trade Center in New York, die volledig instortten. Het derde boorde zich in het Pentagon, het militaire hoofdkwartier, nabij Washington D.C., en richtte grote schade aan. Het vierde toestel stortte neer in Pennsylvania, maar had waarschijnlijk het Capitool of het Witte Huis als doelwit gehad. De aanslagen kostten samen bijna 3000 mensen het leven, exclusief de kapers en vermisten, en zouden in de volgende jaren een grote invloed op de wereldpolitiek hebben.

## Inhoud
De Veiligheidsraad:
- Bevestigt de principes en doelstellingen van het Handvest van de Verenigde Naties.
- Is vastberaden alle bedreigingen door terreurdaden tegen de internationale vrede en veiligheid te bestrijden.
- Erkent het recht op zelfverdediging.

1. Veroordeelt de vreselijke terreuraanvallen op 11 september 2001 in New York, Washington D.C. en Pennsylvania, en beschouwt ze als een bedreiging van de internationale vrede en veiligheid.
2. Condoleert de slachtoffers, hun families en het volk en de overheid van de Verenigde Staten.
3. Roept alle landen op samen te werken om de daders en organisatoren en hun sponsoren te berechten.
4. Roept ook de internationale gemeenschap op terreurdaden te voorkomen door meer samen te werken; in het bijzonder door resolutie 1269 uit te voeren.
5. Is klaar om alle nodige stappen te nemen naar aanleiding van deze aanslagen en te strijden tegen alle vormen van terrorisme, in overeenstemming met zijn verantwoordelijkheden onder het Handvest van de Verenigde Naties.

## Verwante resoluties
- Resolutie 1189 Veiligheidsraad Verenigde Naties (1998)
- Resolutie 1269 Veiligheidsraad Verenigde Naties (1999)
- Resolutie 1373 Veiligheidsraad Verenigde Naties
- Resolutie 1377 Veiligheidsraad Verenigde Naties

Lijst ·  1335 ·  1336 ·  1337 ·  1338 ·  1339 ·  1340 ·  1341 ·  1342 ·  1343 ·  1344 ·  1345 ·  1346 ·  1347 ·  1348 ·  1349 ·  1350 ·  1351 ·  1352 ·  1353 ·  1354 ·  1355 ·  1356 ·  1357 ·  1358 ·  1359 ·  1360 ·  1361 ·  1362 ·  1363 ·  1364 ·  1365 ·  1366 ·  1367 ·  1368 ·  1369 ·  1370 ·  1371 ·  1372 ·  1373 ·  1374 ·  1375 ·  1376 ·  1377 ·  1378 ·  1379 ·  1380 ·  1381 ·  1382 ·  1383 ·  1384 ·  1385 ·  1386